# میدل‌وی (ویرجینیای غربی)
میددلوای(به انگلیسی: Middleway) شهری در ایالت ویرجینیای غربی کشور ایالات متحده آمریکا است که جمعیت آن در سرشماری سال ۲۰۱۰ میلادی، ۴۴۱ نفر بوده‌است.

## نگارخانه

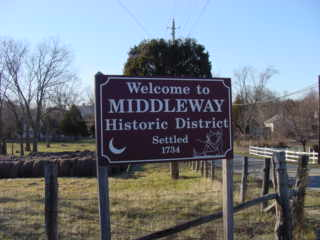
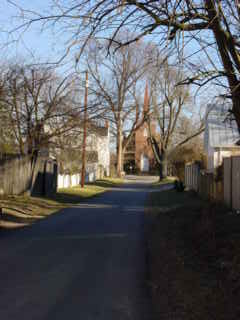
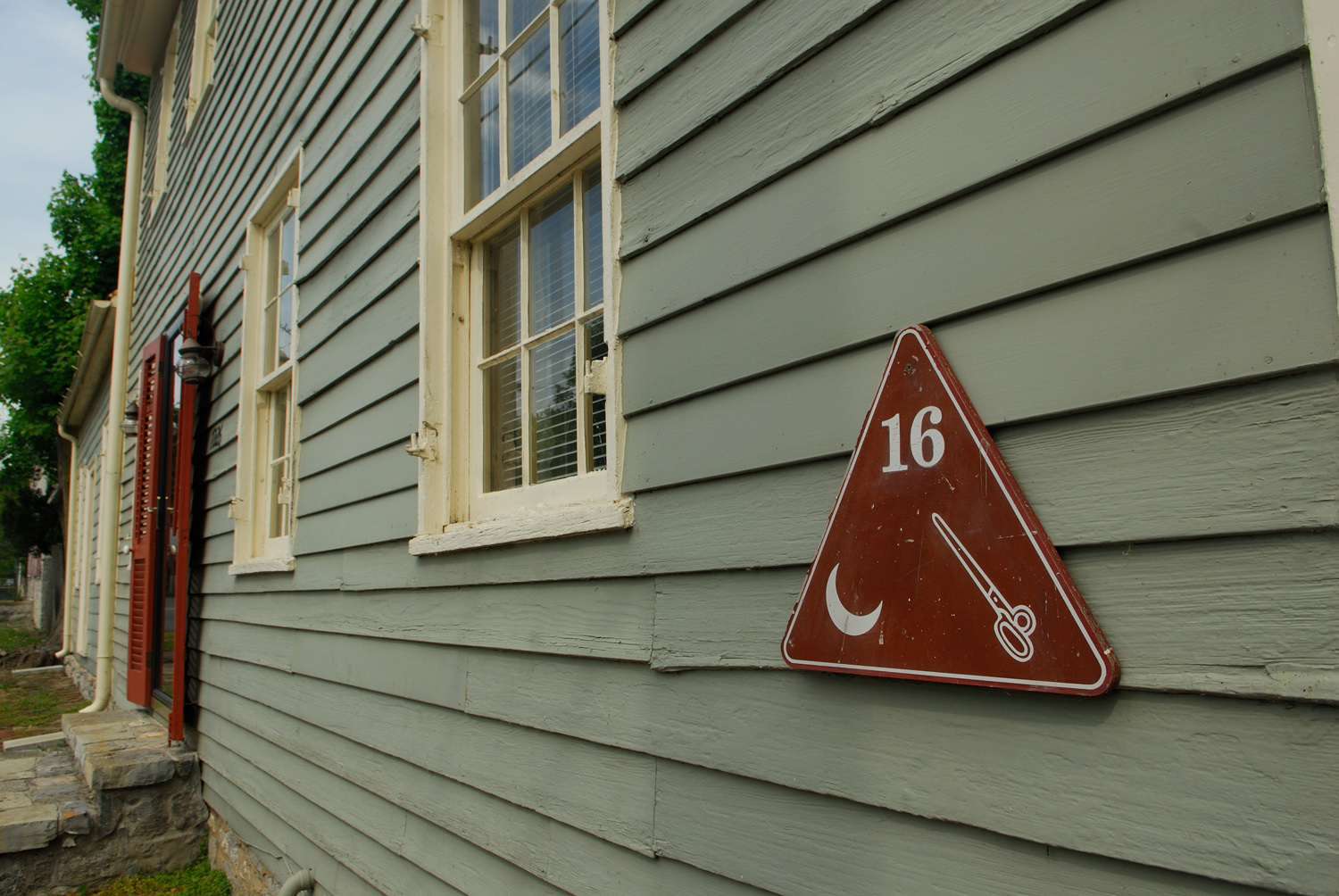
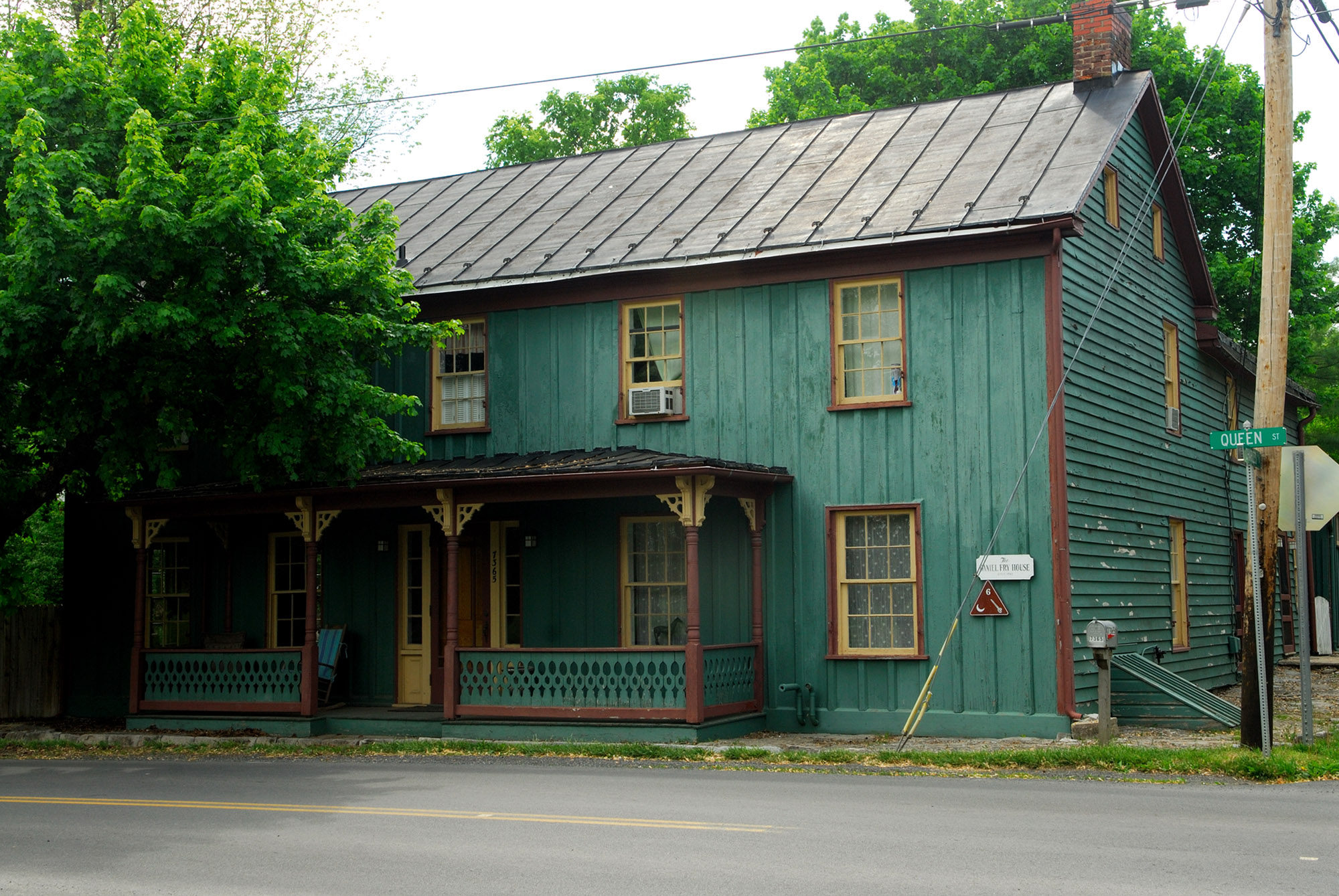
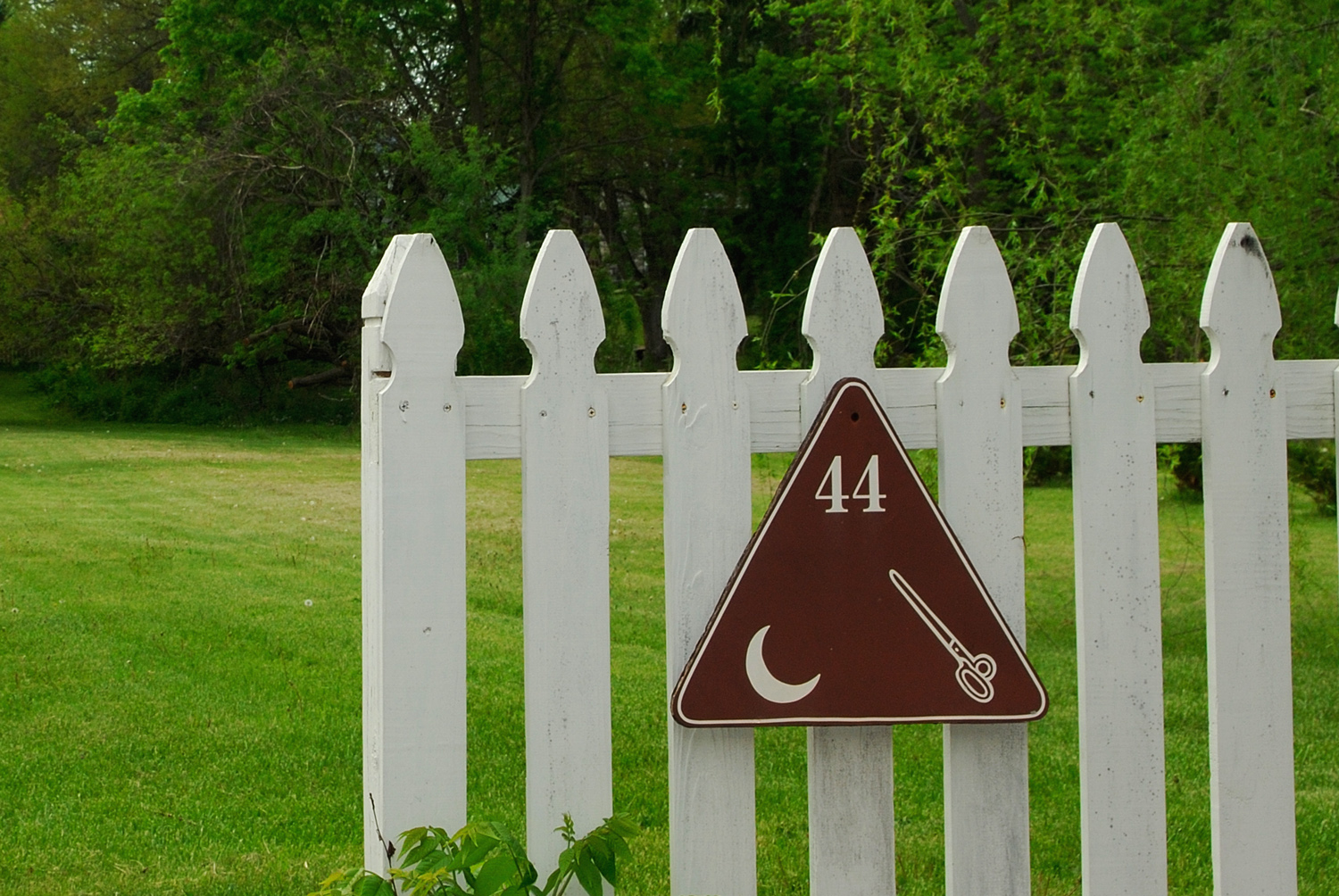